# Мандхатри
Мандхатри (санскр. मान्धातृ, IAST: Māndhātṛ) — в индуистской мифологии царь династии Икшваку и сын Юванашвы. 134-й гимн X мандалы «Ригведы», согласно анукрамани, был написан именно им. Он был женат на Биндумати Чайтраратхи, дочери царя ядавов Шашабинду и правнучке Читраратхи. Согласно пуранам, он имел трёх известных сыновей — Пурукутсу, Амбаришу и Мучукунду (кроме того, «Матсья-пурана» и «Падма-пурана» сообщают и о четвёртом сыне).
Согласно «Харивамше» и некоторым из пуран, Мандхатри был рождён обычным путём от своей матери Гаури; «Вишну-пурана» и «Бхагавата-пурана» содержат необычную историю о его рождении, которая, возможно, основана на неверной этимологии его имени. Юванашва не имел сына, что сильно его огорчало. Несколько мудрецов, возле которых он проживал, совершили специальный обряд, чтобы обеспечить его потомством. Одной ночью они поместили освящённый сосуд с водой на алтарь во время своей церемонии, и вода оказалась наделена особой силой. Юванашва проснулся ночью из-за жажды и, обнаружив воду, выпил её. Он забеременел, и через некоторое время из его правой стороны появился ребёнок. Мудрецы затем задались вопросом, кто будет кормить ребёнка, после чего появился Индра, дал ребёнку пососать свой палец и сказал, что мальчик впредь будет делать это с ним (IAST: mām ayam dhāsyati). Эти слова были соединены, и мальчик получил имя Мандхатри.
Когда вырос, он имел трёх сыновей и пятьдесят дочерей. Старый мудрец по имени Саубхари пришёл к Мандхатри и попросил, чтобы одна из дочерей была отдана ему в жёны. Не желая отдавать дочь такому старому и измождённому человеку и в то же время боясь отказать, Мандхатри колебался, но затем ответил мудрецу, что выбор должен быть предоставлен самим девушкам. Саубхари затем принял привлекательную форму и в конце концов взял в жёны всех пятьдесят дочерей Мандхатри; он соорудил для них ряд дворцов в прекрасных садах.